# Jędrzej Augustyński
Jędrzej Kazimierz Augustyński, ps. „August” (ur. 1 listopada 1917 w Hanowerze, poległ 13 sierpnia 1944 w Warszawie) – żołnierz AK, Powstaniec Warszawski, harcmistrz Hufców Polskich, podporucznik, członek Naczelnictwa HP, oficer do zleceń w kompanii harcerskiej batalionu „Gustaw”.

## Życiorys

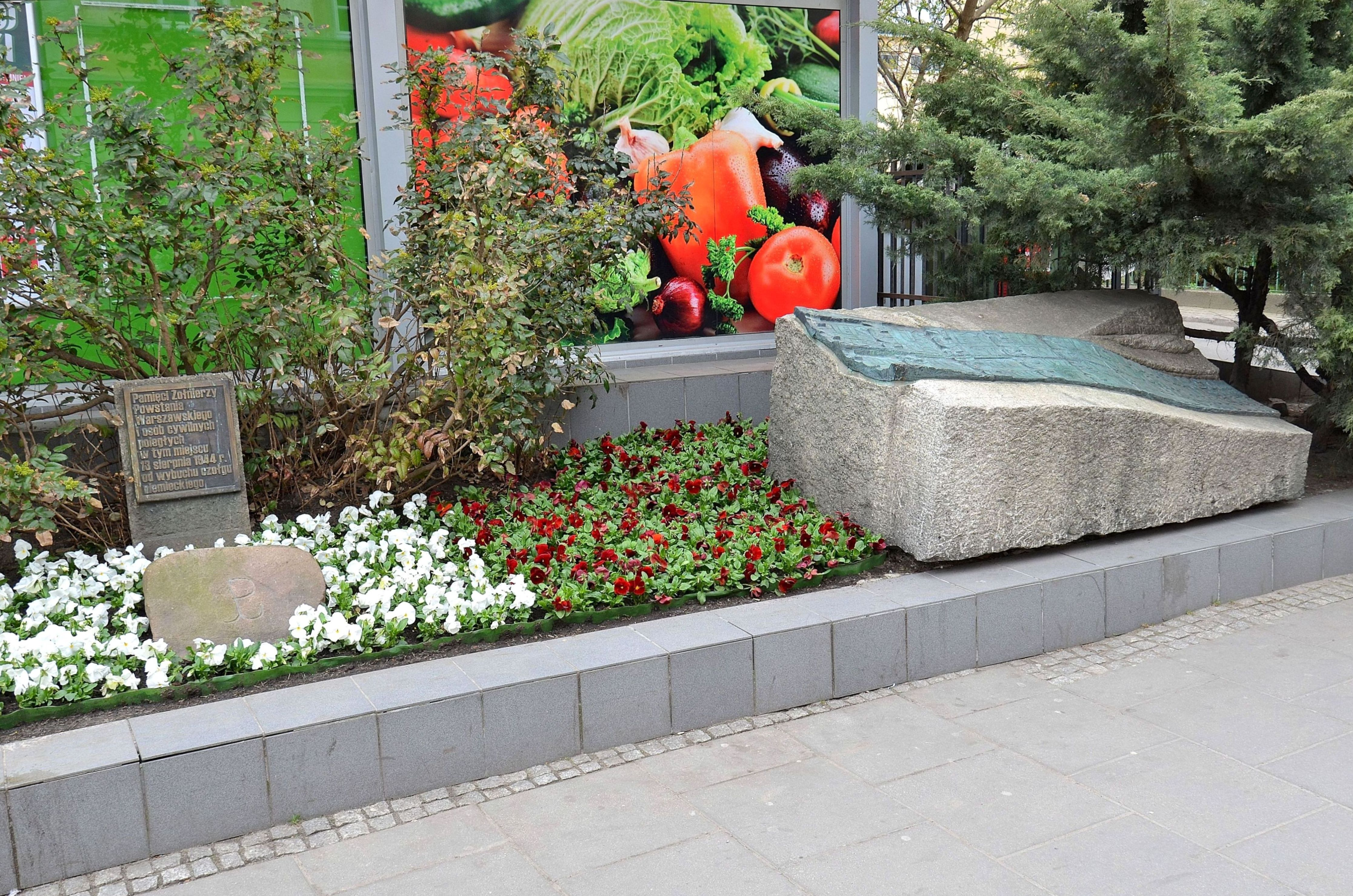
Upamiętnienie miejsca wybuchu niemieckiego pojazdu inżynieryjnego Borgward IV

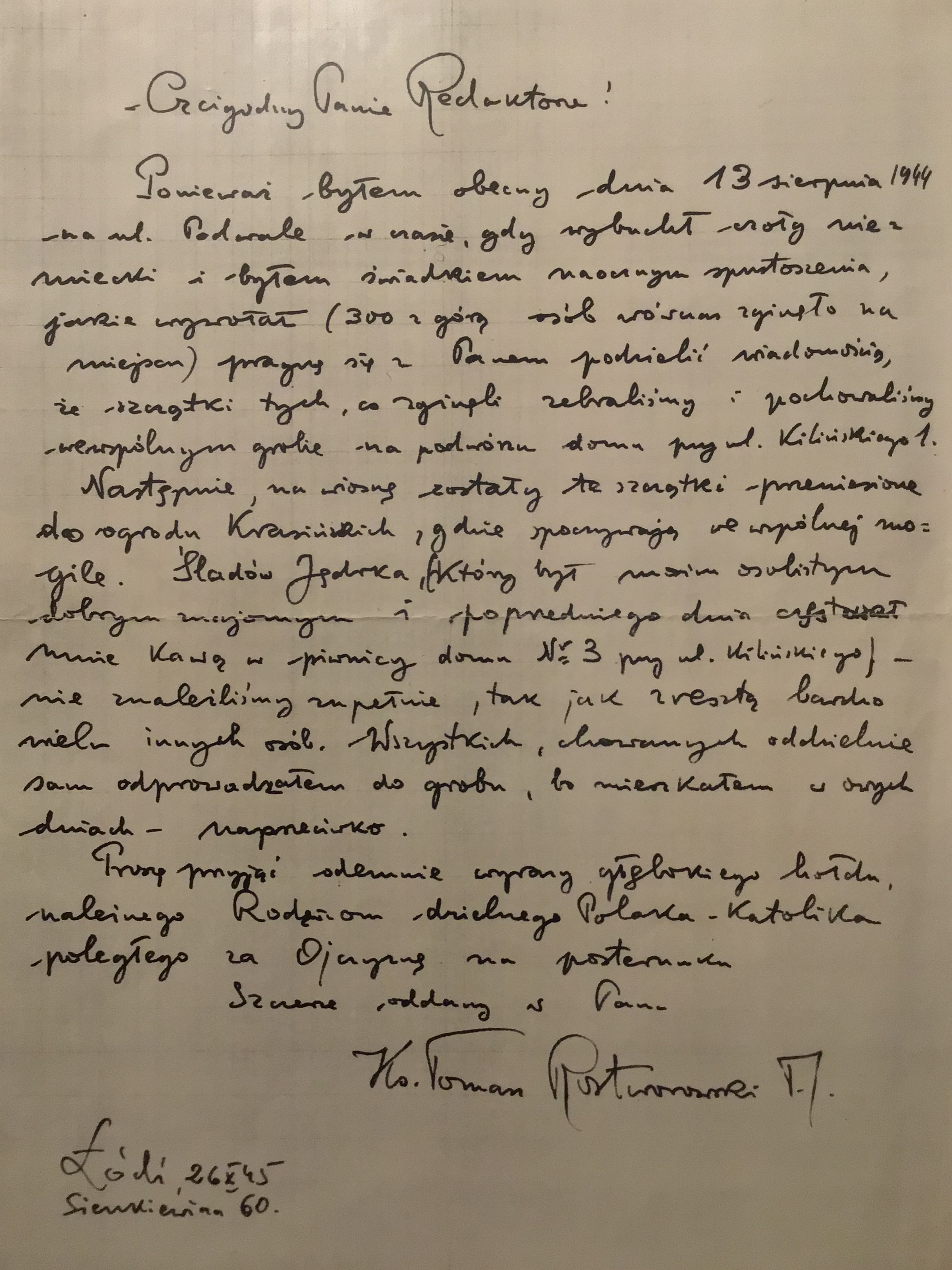
List ks. Tomasza Rostworowskiego SJ do red. Zygmunta Augustyńskiego

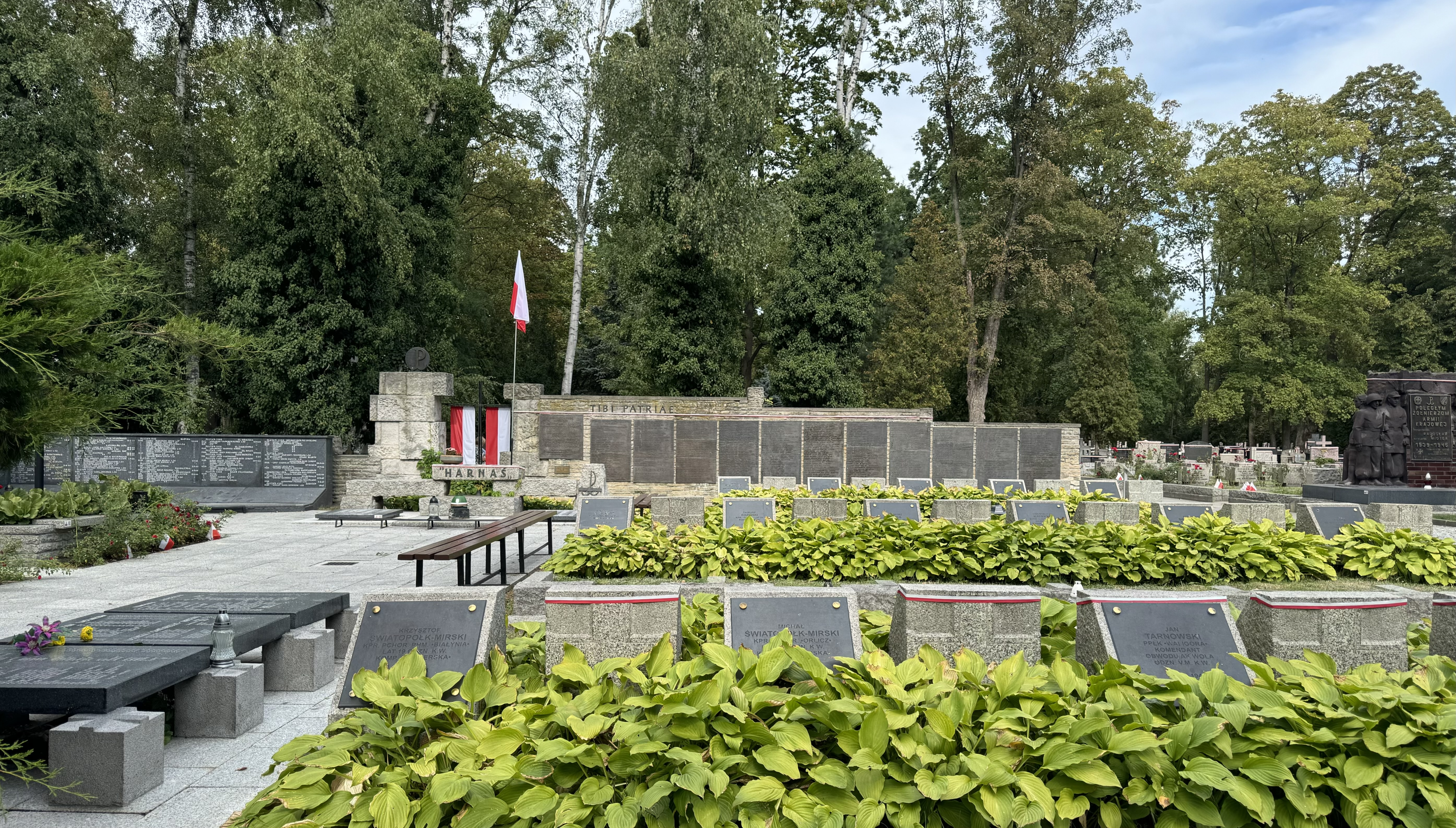
Zbiorowa mogiła, w której spoczywa Jędrzej Augustyński z żoną Janiną z domu Zielewicz oraz innymi ofiarami wybuchu niemieckiego pojazdu inżynieryjnego Borgward IV w dniu 13. sierpnia 1944, cmentarz Powązki Wojskowe, kwatera B24

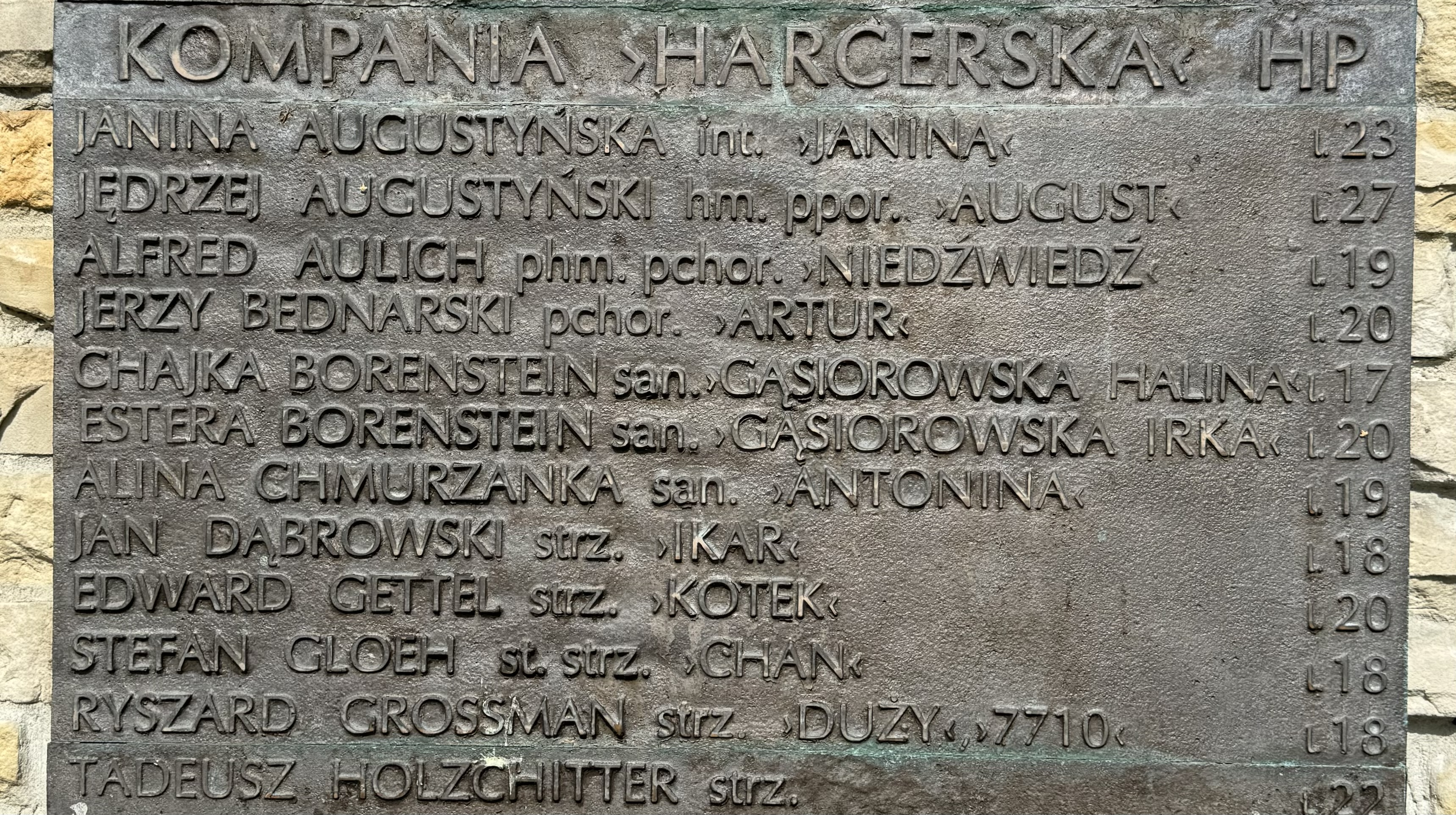
Tablica pamiątkowa na Powązkach Wojskowych w Warszawie

Był synem Zygmunta Augustyńskiego i Eugenii z d. Bartenbach. Edukację szkolną rozpoczął od prywatnej szkoły francuskiej, mieszczącej się przy ul. Noakowskiego w Warszawie. Następnie uczęszczał do szkoły Zofii Rontalerowej przy ul. Brackiej, z czasem przeniesionej na ul. Kredytową. W 1927 został uczniem Państwowego Gimnazjum im. Stefana Batorego, gdzie w 1935 złożył egzamin maturalny. Po ukończeniu studiów w Szkole Głównej Handlowej zatrudnił się w firmie branży zbrojeniowej „Tissa”. Miał dwie siostry Jadwigę Latoszyńską (1920–2019) oraz Marię Cisowską (1923–2007), z którą zamierzał po wojnie otworzyć sklep kolonialny i sprowadzać towary delikatesowe z zagranicy. Latem 1943 roku ożenił się z Janiną Zielewicz.
Był harcerzem, instruktorem, m.in. kwatermistrzem Szczepu 23 Warszawskich Drużyn Harcerskich i Zuchowych „Pomarańczarnia”, członkiem ONR. W czasie okupacji działał w Hufcach Polskich. W powstaniu warszawskim w stopniu podporucznika pełnił obowiązki kwatermistrza kompanii harcerskiej batalionu „Gustaw” Zgrupowania AK „Róg”, w której żona była sanitariuszką. 13 sierpnia 1944 na ul. Kilińskiego oboje polegli od wybuchu niemieckiego pojazdu inżynieryjnego Borgward IV.
Imiona Jędrzeja Augustyńskiego i Janiny Augustyńskiej z domu Zielewicz widnieją na tablicy zbiorowej mogiły na Cmentarzu Wojskowym na Powązkach w Warszawie (kwatera B-24). Jędrzej Augustyński znajduje się na liście strat kultury polskiej obok stryja, Jana Augustyńskiego, dyrektora Gimnazjum Polskiego w Gdańsku.